# Bretten
Bretten (en alsacià Bratte) és un municipi francès, situat a la regió del Gran Est, al departament de l'Alt Rin. L'any 2005 tenia 131 habitants.

## Demografia
| 1962 | 1968 | 1975 | 1982 | 1990 | 1999 |
| ---- | ---- | ---- | ---- | ---- | ---- |
| 62   | 75   | 81   | 63   | 97   | 105  |

## Administració
| Període   | Identitat         | Partit |
| --------- | ----------------- | ------ |
| 2001-2008 | Christophe Poulet |        |
| 2008-     | Pascal Pfantzer   |        |